# くろしお (潜水艦・3代)
くろしお（ローマ字：JS Kuroshio, SS-596）は、海上自衛隊の潜水艦。おやしお型潜水艦の7番艦。艦名は黒潮から由来し、この名を受け継いだ日本の艦艇としては、旧海軍の陽炎型駆逐艦「黒潮」、海上自衛隊初の潜水艦「くろしお」（SS-501） 、うずしお型潜水艦「くろしお」（SS-570）に続き4代目にあたる。

## 艦歴
「くろしお」は、中期防衛力整備計画に基づく平成11年度計画2700トン型潜水艦8111号艦 として、川崎重工業神戸造船所で2000年3月27日に起工され、2002年10月23日に川崎造船神戸工場第1船台で挙行された命名・進水式において、防衛庁長官・石破茂（副長官・赤城徳彦代読）により「くろしお」と命名され 進水、2003年8月28日に公試開始、2004年3月8日に就役し、第1潜水隊群第5潜水隊に編入され呉に配備された。
2006年6月26日から7月28日にかけてリムパック2006に参加。
2011年3月15日、第1潜水隊群第3潜水隊に編入。
2015年9月23日から12月19日までの間、 米国派遣訓練に参加し、ハワイ方面において洋上訓練及び施設利用訓練を実施した。
2018年8月27日、呉を出港し台湾とフィリピンの間にあるバシー海峡を抜けて南シナ海に入った。その後、インド太平洋方面派遣訓練部隊の護衛艦「かが」など3隻と合流し、9月13日に南シナ海で対潜戦の訓練を実施した。
その後、9月17日から21日にかけてベトナム社会主義共和国のカムラン国際港に寄港し、ベトナム海軍潜水艦部隊等への親善訪問を実施する。
現在は第1潜水隊群第3潜水隊に所属し、定係港は呉である。

### 歴代艦長
| 代 | 氏名       | 在任期間               | 出身校・期 | 前職                           | 後職                                          | 備考                 |
| -- | ---------- | ---------------------- | ---------- | ------------------------------ | --------------------------------------------- | -------------------- |
| 1  | 加納雅人   | 2004.3.8 - 2005.7.19   | 防大26期   | くろしお艤装員長               | 潜水艦隊司令部                                |                      |
| 2  | 佐藤広憲   | 2005.7.20 - 2006.8.31  | 防大32期   | 潜水艦教育訓練隊               | 海上幕僚監部防衛部装備体系課                  |                      |
| 3  | 瀧口和宏   | 2006.9.1 - 2008.3.9    |            | 潜水艦隊司令部                 | 海上幕僚監部人事教育部援護業務課              |                      |
| 4  | 檀之上明典 | 2008.3.10 - 2009.8.31  |            | 潜水艦隊司令部幕僚             | 潜水艦隊司令部 →2009.10.16 はくりゅう艤装員長 |                      |
| 5  | 岩﨑浩一   | 2009.9.1 - 2010.10.19  |            | 潜水艦教育訓練隊               | 潜水艦隊司令部                                |                      |
| 6  | 渡邉 忍    | 2010.10.20 - 2011.8.31 | 防大34期   | あらしお艦長                   | 潜水艦隊司令部 →2011.10.20 ずいりゅう艤装員長 |                      |
| 7  | 渡邊秀樹   | 2011.9.1 - 2012.10.31  |            | 潜水艦教育訓練隊               | 潜水艦隊司令部                                |                      |
| 8  | 西山峰生   | 2012.11.1 - 2013.9.1   |            | 潜水艦教育訓練隊               | 海上幕僚監部指揮通信情報部情報課              |                      |
| 9  | 渡辺 匡    | 2013.9.2 - 2014.4.15   |            | 潜水艦隊司令部幕僚             | 海上幕僚監部人事教育部補任課                  |                      |
| 10 | 脇本武彦   | 2014.4.16 - 2015.3.4   | 防大36期   | 潜水艦隊司令部幕僚             | あさしお艦長                                  |                      |
| 11 | 安永 崇    | 2015.3.5 - 2016.7.31   |            | みちしお艦長                   | 統合幕僚監部運用部運用第1課                   |                      |
| 12 | 三田村年生 | 2016.8.1 - 2017.10.15  |            | 潜水艦教育訓練隊               |                                               |                      |
| 13 | 堀内智治   | 2017.10.16 - 2020.3.17 |            | 潜水艦教育訓練隊               | 海上自衛隊幹部学校付                          | 2020.1.1 1等海佐昇任 |
| 14 | 森脇 太    | 2020.3.18 -            |            | 自衛隊愛媛地方協力本部募集課長 |                                               |                      |

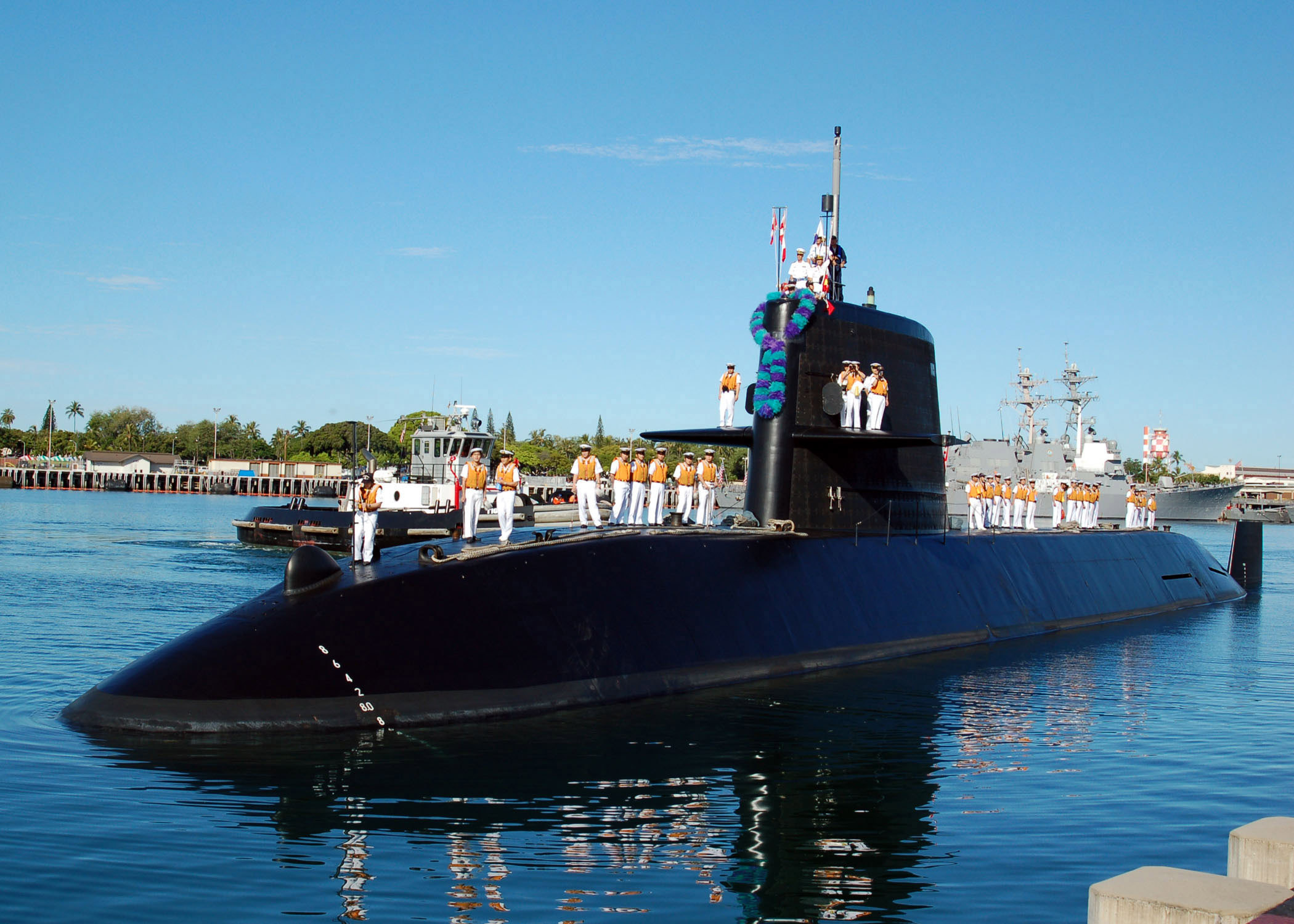
リムパック2006参加のため真珠湾に寄港
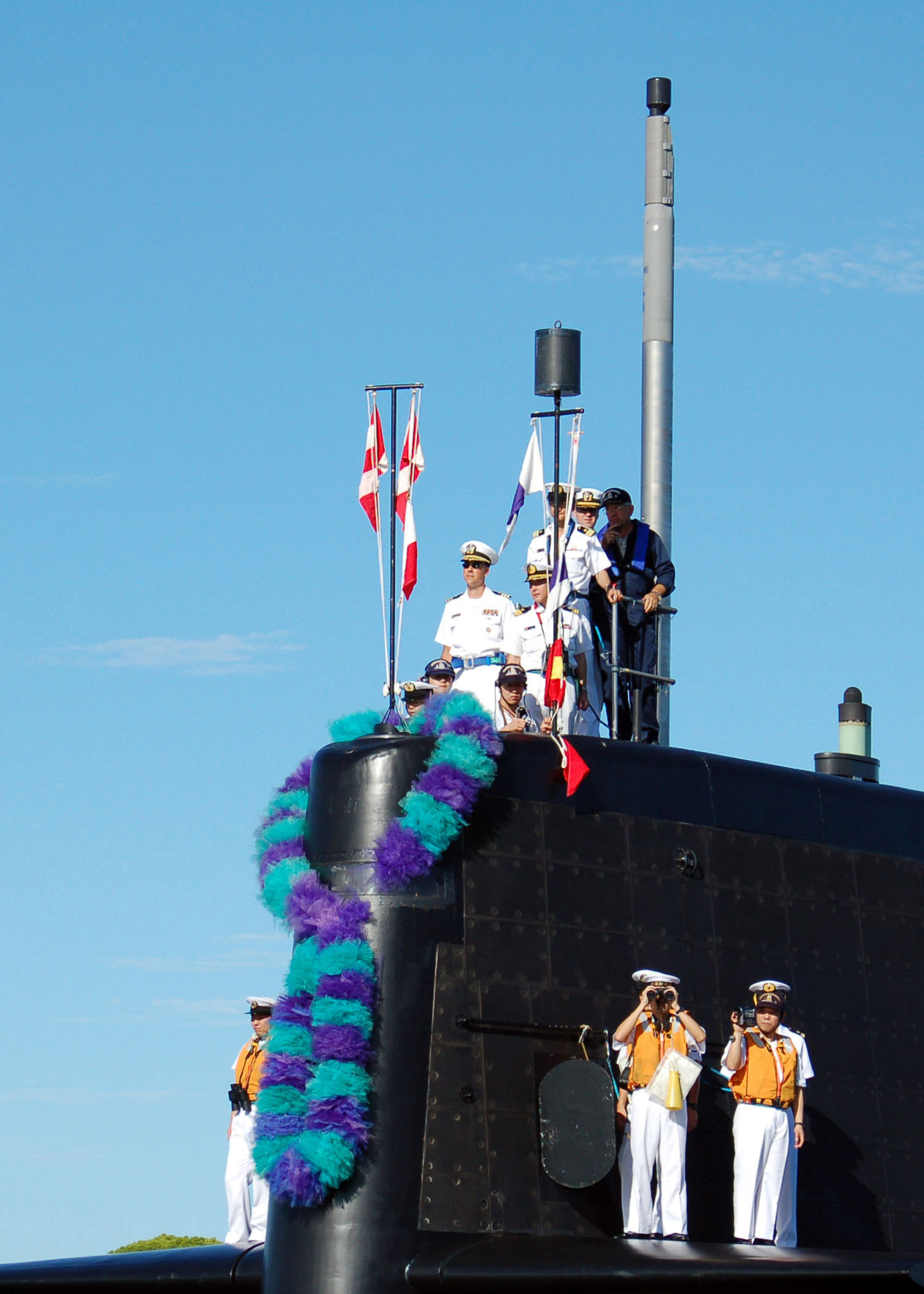
同じく真珠湾にて